# کارل یاکوب آدولف کریستیان گرهارت
کارل یاکوب آدولف کریستیان گرهارت (آلمانی: Carl Jakob Adolf Christian Gerhardt؛ ‏ ۵ مهٔ ۱۸۳۳ – ۲۲ ژوئیهٔ ۱۹۰۲) پزشک متخصص داخلی و استاد دانشگاه اهل پادشاهی بایرن بود. وی دانش‌آموختهٔ رشتهٔ پزشکی در دانشگاه وورتسبورگ و بعدها از همکاران ویلهلم گریزینگر در دانشگاه توبینگن بود. او از سال ۱۸۶۰ استاد رشتهٔ پزشکی داخلی در دانشگاه ینا شد و پس از مرگ فردریک تئودور فون فریریشس، جانشین او در شاریته گردید و دومین کلینیک پزشکی داخلی را در آنجا بنیان نهاد. از دستیاران وی در آنجا پاول ارلیش و فردریش فون مولر بودند. وی به سبب مشارکت‌هایش در زمینهٔ پزشکی کودکان شناخته می‌شود و یکی از ویرایشگران کتاب درسی مهم «راهنمای بیماری‌های دوران کودکی» بود. او توانست با استفاده از کلرید آهن، استون را در بیماران دیابتی تشخیص دهد (واکنش گرهارت).